# Mike Lewis (cestista 1946)
Michael J. Lewis, detto Mike (Missoula, 18 marzo 1946), è un ex cestista statunitense, professionista nella ABA.

## Carriera
Venne selezionato dai Boston Celtics al settimo giro del Draft NBA 1968 (88ª scelta assoluta).

## Palmarès
- NCAA AP All-America Third Team (1968)
- Maggior numero di rimbalzi offensivi in stagione ABA: (1970-1971)
- ABA All-Star Game:

1971
- Ventitreesimo migliore rimbalzista di sempre ABA
- Ottavo migliore rimbalzista di sempre per rimbalzi a partita ABA in regular season (11,9 rimbalzi a partita)
- Cinquantesimo per numero di assist di sempre ABA